# 브레이드
《브레이드》(영어: Braid)는 플랫폼/퍼즐 장르의 비디오 게임으로 인디 게임 제작자 조너선 블로우가 개발했다. 2008년 8월 6일, 엑스박스 360 전용 엑스박스 라이브 아케이드에 처음 발매됐고, 2009년 4월 10일, 마이크로소프트 윈도우용이 발매되었다. 핫헤드 게임즈가 맥 OS X용으로 포팅하여 2009년 5월 20일에 발매했고, 2009년 11월 12일, 플레이스테이션 3 전용 플레이스테이션 네트워크에 발매됐다.
수수께끼적인 줄거리를 가지고 있으나, 기본적인 줄거리는 주인공 "팀"이 괴물로부터 공주를 구하는 것으로 묘사된다. 게임의 줄거리 속에 숨어져 있는 "단서"들은 위태위태한 관계에 관한 이야기나, 원자 폭탄의 개발에 대한 얘기 등 다양한 해석을 가능하게 한다. 이 게임은 전통적인 플랫폼 장르의 방식을 그대로 담고 있다. 플레이어는 일직선상으로 정해진 스테이지 위에서 뛰어다니고 달리고, 퍼즐을 풀거나 적을 공격하기도 한다. 플레이어는 또한 "되감기"라는 기능을 통해 시간을 조절할 수 있어, 죽은 후나 어떤 때라도 시간을 되감을 수 있다. 플레이어는 게임에서 할 수 있는 모든 기능을 사용해 줄거리를 진행하며 직소 퍼즐 조각을 모으고 맞춰야 한다.
조너선 블로우는 게임을 디자인하면서 게임 개발의 현재 추세에 대한 개인적 비평을 담았다고 한다. 그는 자신이 가진 돈을 3년의 제작기간 동안 이 프로젝트에 투자했다. 웹툰(웹코믹) 작가 데이비드 헬맨은 블로우의 생각에 맞게 여러번 되풀이 해가며 삽화를 그렸다. 최종 삽화가 빠진 브레이드의 최초 버전은 2006 인디펜던트 게임 페스티벌에서 "혁신적인 게임 디자인"(Innovation in Game Design)상을 수상했고, 최종 버전은 더 많이 수상했다. 이 게임은 엑스박스 라이브에서 "가장 높은 평가를 받은 게임"일 정도로 비평가들로부터 긍정적인 평가를 받았다. 그러나 몇 명의 비평가들은 게임의 플레이 시간에 비해 가격이 비싸다고 비판했다.

## 평가
| 평가 |                                     |
| --- | ----------------------------------- |
| 통합 점수 통합사 점수 메타크리틱 X360: 93/100 [ 9 ] PC: 90/100 [ 10 ] PS3: 93/100 [ 11 ] 평론 점수 평론사 점수 1UP.com X360: A+ [ 12 ] 디스트럭토이드 9.7/10 [ 13 ] 에지 X360: 9/10 [ 14 ] 유로게이머 X360: 10/10 [ 15 ] 게임스팟 X360: 9.5/10 [ 16 ] 자이언트 밤 [ 17 ] IGN X360: 8.8/10 [ 18 ] PC: 8.8/10 [ 19 ] OPM (UK) 10/10 [ 20 ] OXM (US) X360: 9/10 [ 21 ] TeamXbox X360: 9.1/10 [ 22 ] |                                     |
| 통합 점수 |                                     |
| 통합사 | 점수                                |
| 메타크리틱 | X360: 93/100 PC: 90/100 PS3: 93/100 |
| 평론 점수 |                                     |
| 평론사 | 점수                                |
| 1UP.com | X360: A+                            |
| 디스트럭토이드 | 9.7/10                              |
| 에지 | X360: 9/10                          |
| 유로게이머 | X360: 10/10                         |
| 게임스팟 | X360: 9.5/10                        |
| 자이언트 밤 | [ 17 ]                              |
| IGN | X360: 8.8/10 PC: 8.8/10             |
| OPM (UK) | 10/10                               |
| OXM (US) | X360: 9/10                          |
| TeamXbox | X360: 9.1/10                        |